# Alberto Ortíz
Alberto Ortíz Álvarez (* 14. Mai 1923 in Montevideo; † nach 1952) war ein uruguayischer Moderner Fünfkämpfer.
Alberto Ortíz nahm an den Olympischen Sommerspielen 1948 in London teil, wo er den 26. Rang belegte. Vier Jahre später bei den Spielen von Helsinki wurde er im Einzelwettkampf 26. und belegte in der Mannschaftswertung mit Italien Rang 13.